# 伊丽莎白·佩罗内
伊丽莎白·佩罗内（義大利語：Elisabetta Perrone，1968年7月9日—），意大利女子田径运动员，主攻競步項目。她曾代表意大利参加1992年、1996年、2000年和2004年夏季奥林匹克运动会田径比赛，其中於1996年奥运会10公里競步項目获得一枚银牌。